# ذا جريت أميركان باش
ذا جريت أميركان باش بالإنجليزية (The Great American Bash ) هو أحد المهرجانات التي تقدمها شركة wwe . عرض لأول مره عام 2004 . و ابتداء من 2009 تغير اسم المهرجان إلى ذا باش (The Bash) .
| # | الحدث                      | التاريخ        | المدينة                | المكان             | الحدث الرئيسي ‏                                                                                        |
| - | -------------------------- | -------------- | ---------------------- | ------------------ | --- |
| 1 | ذا جريت أميركان باش (2004) | يونيو 27, 2004 | نورفولك (فرجينيا)      | Norfolk Scope      | أندرتيكر vs. دادلي بويز (بوبا راي دادلي and ديفون دادلي) in a "Concrete Crypt" أنواع مباريات المصارعة |
| 2 | ذا جريت أميركان باش (2005) | يوليو 24, 2005 | بوفالو (نيويورك)       | HSBC Arena         | ديف باتيستا (c) vs. John Bradshaw Layfield for the بطولة العالم للوزن الثقيل (دبليو دبليو إي)         |
| 3 | ذا جريت أميركان باش (2006) | يوليو 23, 2006 | Indianapolis, Indiana  | Conseco Fieldhouse | ري ميستيريو (c) vs. بوكر تي (with Queen Sharmell ‏) for the World Heavyweight Championship             |
| 4 | ذا جريت أميركان باش (2007) | يوليو 22, 2007 | سان هوزيه              | HP Pavilion        | جون سينا (c) vs. بوبي لاشلي for the WWE Championship                                                  |
| 5 | ذا جريت أميركان باش (2008) | يوليو 20, 2008 | يونيوندايل (نيويورك)   | ناسو كوليسيوم      | تربل إتش (c) vs. آدم كوبلاند for the WWE Championship                                                 |
| 6 | ذا باش (2009) ‏             | يونيو 28, 2009 | ساكرامنتو (كاليفورنيا) | أركو أرينا         | راندي أورتن (c) vs. Triple H in a أنواع مباريات المصارعة match for the WWE Championship               |